# 170丁目駅 (INDコンコース線)
170丁目駅（170ちょうめえき、英: 170th Street）はニューヨーク市地下鉄INDコンコース線の駅である。ブロンクス区ハイブリッジのグランド・コンコースと東170丁目および東171丁目との交差点に位置し、B系統がラッシュ時のみ、D系統がラッシュ時を除く終日停車する。

## 駅構造
| G          | 地上階                     | 出入口 |
| M          | 改札階                     | 改札口、駅員詰所、メトロカード自動券売機 |
| P ホーム階 | 相対式ホーム、右側扉が開く | 相対式ホーム、右側扉が開く |
| P ホーム階 | 北行緩行線                 | ← ラッシュ時のみ：ベッドフォード・パーク・ブールバード駅行き（174丁目-175丁目駅） ← ラッシュ時以外：ノーウッド-205丁目駅行き（174丁目-175丁目駅） |
| P ホーム階 | 急行線                     | ← ラッシュ時混雑方向：通過 → |
| P ホーム階 | 南行緩行線                 | → ラッシュ時のみ：ブライトン・ビーチ駅行き（167丁目駅）→ ラッシュ時以外：コニー・アイランド-スティルウェル・アベニュー駅行き（167丁目駅）→        |
| P ホーム階 | 相対式ホーム、右側扉が開く | |

この駅は1933年7月1日に緩行線2線と急行線1線、相対式ホーム2面を有した2面3線の地下駅として開業した。中央の急行線にはホームが無く、ラッシュ時に混雑方向へ向かう急行D系統が通過する。
両ホーム壁面は白色のタイルでできているが上部には黒とオレンジの横線が描かれている。そのほか、灰地に白のサンセリフ体で「170TH ST.」と書かれた駅名標や「170」と書かれた改札口の方向を示す小さな看板があり、ホーム上には改札階まで貫く黄色の柱が等間隔で立っている。
なお、当駅南に留置線があるが当駅方面からの進入はできず、隣の167丁目駅から南行緩行線を逆走して入る必要がある。

### 出入口

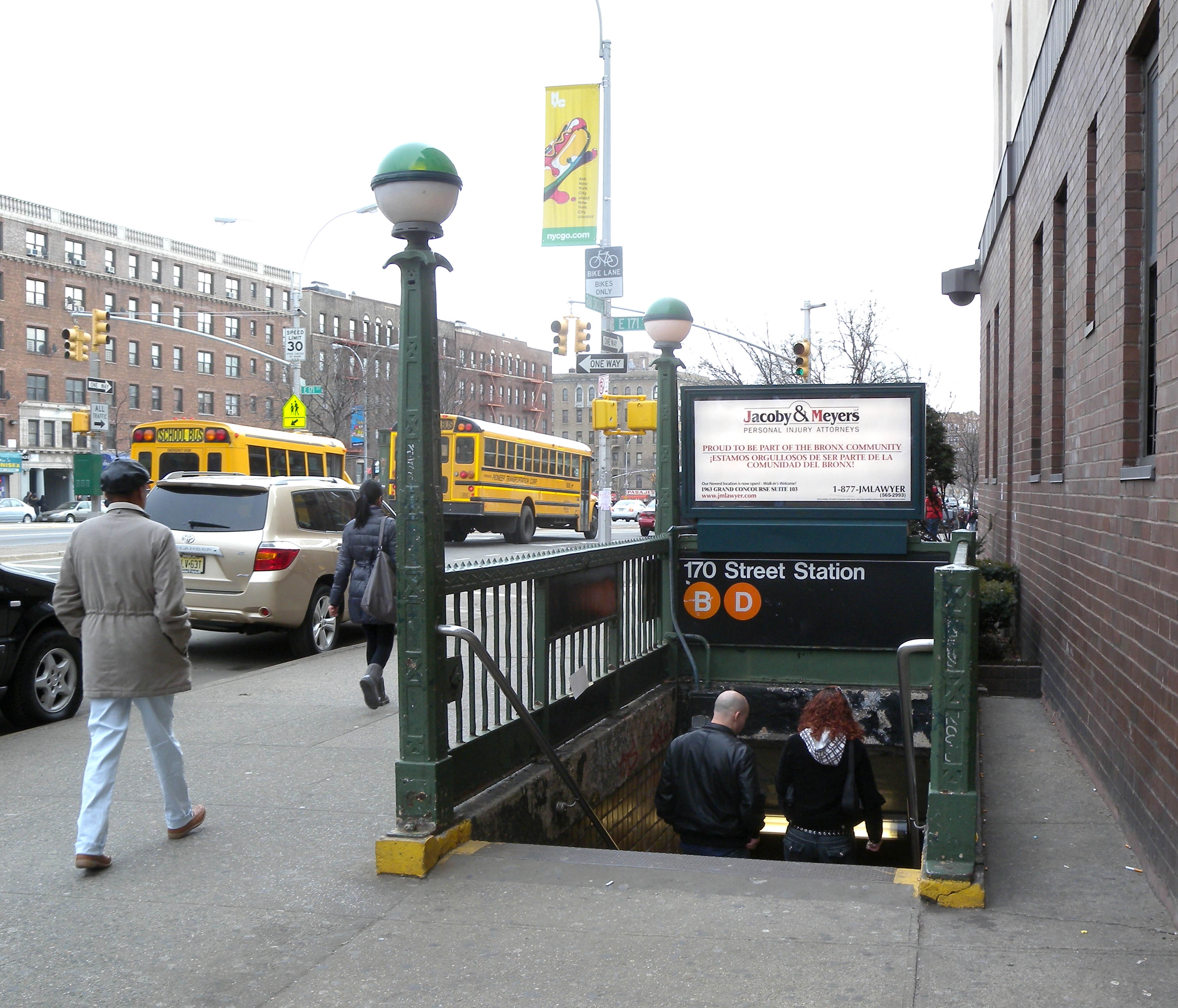
グランド・コンコース東側の出入口

終日開いている改札口は駅の北側にあり、各ホームから2つの階段で接続されている。改札口には回転式改札機ときっぷ売り場、通りへの階段があり東171丁目とグランド・コンコースの交差点北側へ出ることが可能である。また、改札内で南北ホームを行き来することも可能である。
このほか各ホーム南側には無人改札口があり、両方の改札口には回転式改札機があり南行ホーム側からは階段で東170丁目とグランド・コンコースの交差点西側へ、反対の北行ホームの改札口からは同交差点の南東へ出ることができる。ただし、北行ホームの改札口は退場専用であり入場はできない。また、両改札口には通りへ行く物と別の階段があり、東170丁目トンネルへと行くことができる。
- 階段1つ、グランド・コンコースと東171丁目の交差点北東[2]。
- 階段1つ、グランド・コンコースと東171丁目の交差点北西[2]。
- 階段1つ、グランド・コンコースと東170丁目の交差点北西（南行ホーム接続）[2]。
- 階段1つ、グランド・コンコースと東170丁目の交差点南西（南行ホーム接続）[2]。
- 階段1つ、グランド・コンコースと東170丁目の交差点南東（北行ホーム接続、退場専用）[2]。